# گروه ولنتینو
گروه ولنتینو (انگلیسی: Valentino Group) شرکت پوشاک ایتالیایی است، که در سال ۲۰۰۵ تأسیس شد.